# أنطونيو دياز كاردوسو
أنطونيو دياز كاردوسو (بالبرتغالية: António Cardoso‏) هو شاعر وسياسي أنغولي، ولد في 1933 في لواندا في أنغولا، وتوفي في 24 يونيو 2006 في لشبونة في البرتغال بسبب سرطان البروستاتا. حزبياً، نشط في الحركة الشعبية لتحرير أنغولا (1975 – ).